# Jim Jones (musicien)
Pour les articles homonymes, voir Jim Jones et Jones.
Jim Jones est un chanteur et guitariste membre de Thee Hypnotics et The Jim Jones Revue.